# 土城海山商圈
土城海山商圈商圈範圍以新北市土城區裕民路、學府路為主。

## 隸屬鄉鎮
新北市土城區（相對位置︰北鄰永和區、板橋區、東鄰永和區、新店區、南鄰新店區、三峽區、西鄰樹林區、板橋區）

## 商圈概況
1. 商圈集中在裕民路、學府路沿線，小吃餐飲、服飾業、日常百貨或者銀行機關多在這兩條路上。
2. 附近有新北高工(舊海山高工)、樂利國小、廣福國小三所學校。

## 周邊觀光資源
1. 桐花步道（10條）
2. 老樹巡禮（山林路線7條、平地路線有3條
3. 自然公園（11座）
4. 森林浴步道（10條）
5. 古道巡禮（4系統）
6. 其他步道（賞楓、賞螢、姑婆芋、月桃花）

## 交通
- 台北捷運 板南線海山站

## 相關網站
- 新北市形象商圈 - 海山商圈[永久]